# Aechmea involucrata
Aechmea involucrata là một loài thực vật có hoa trong họ Bromeliaceae. Loài này được André mô tả khoa học đầu tiên năm 1889.

## Hình ảnh

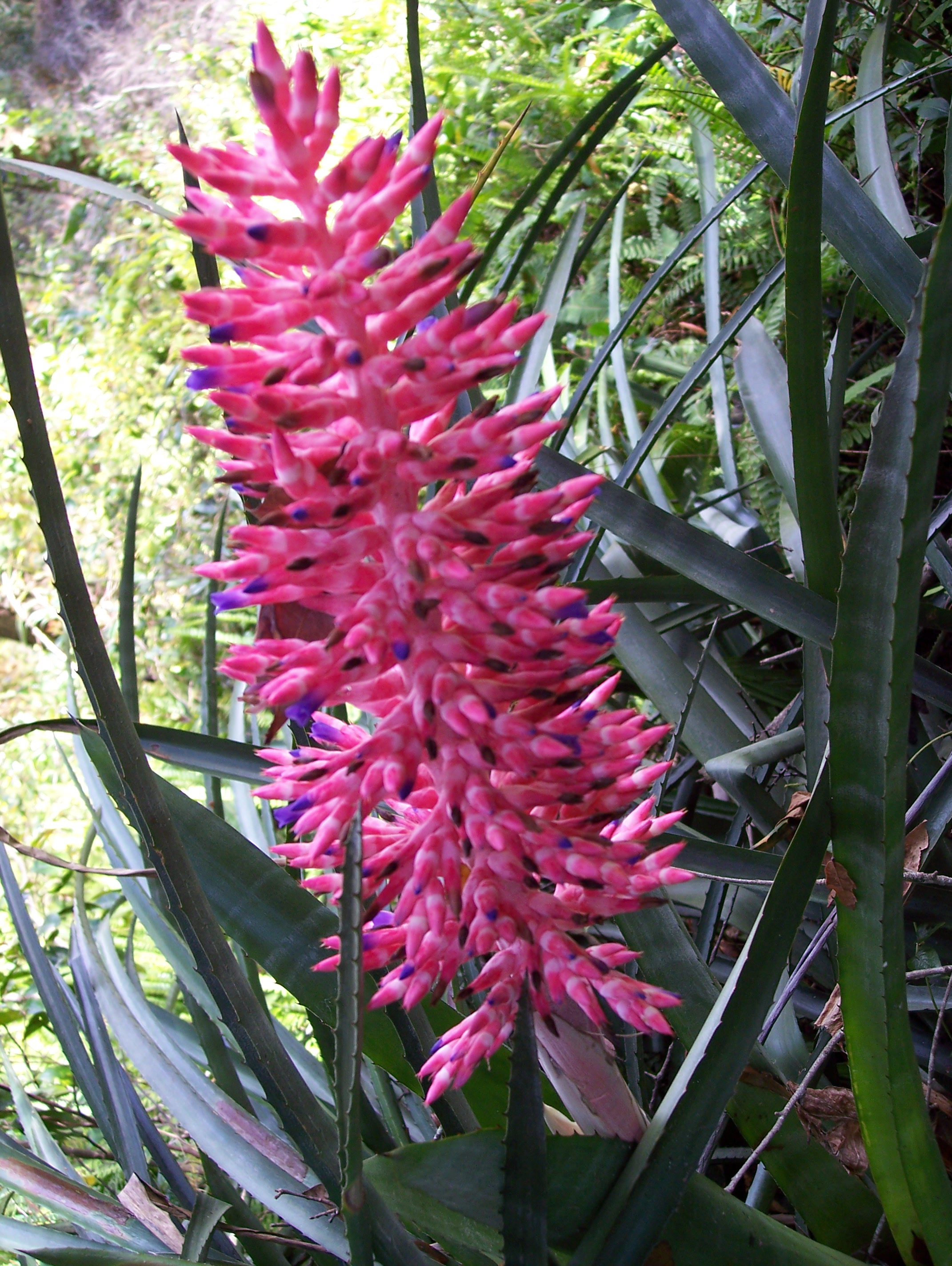
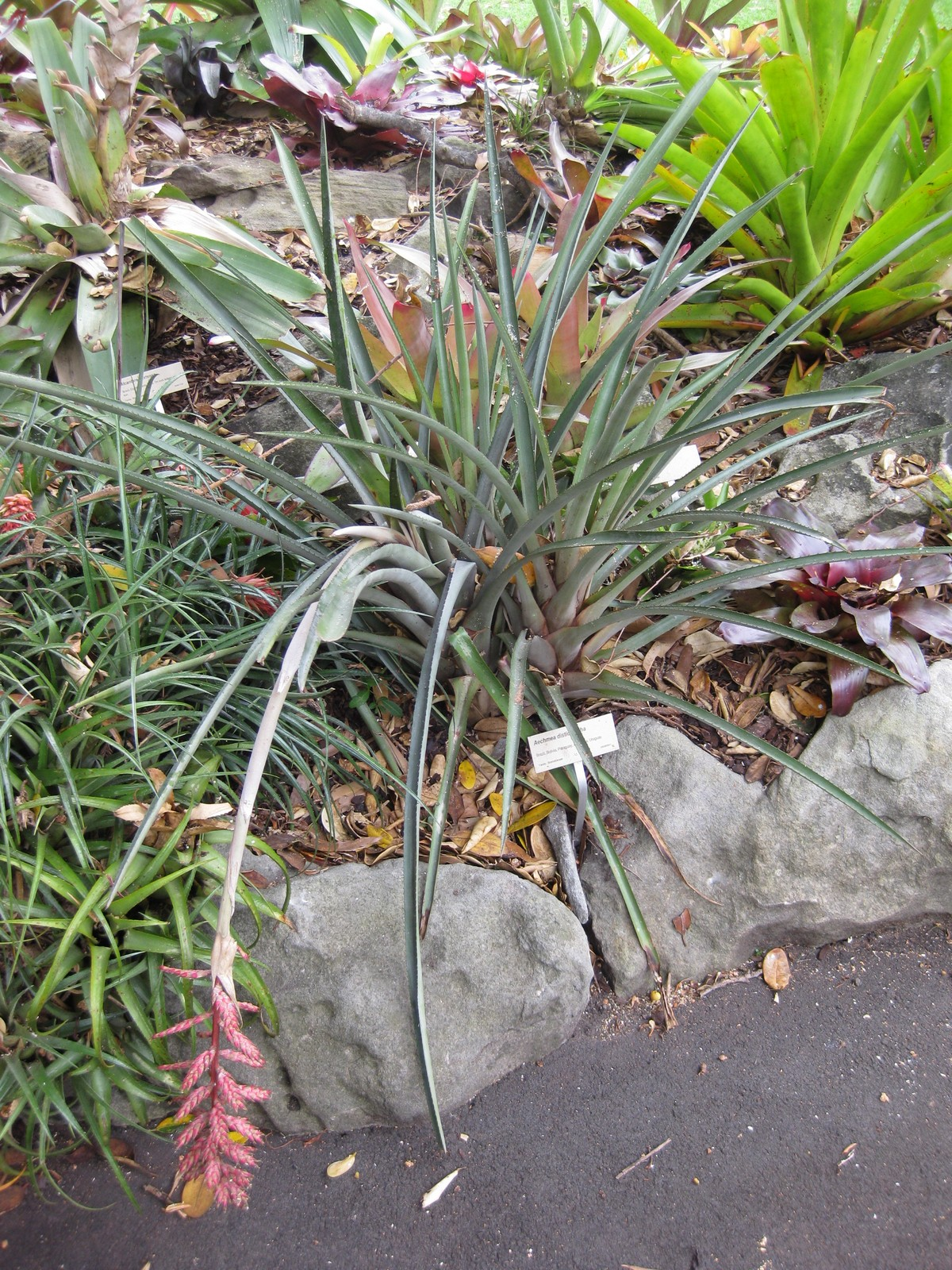
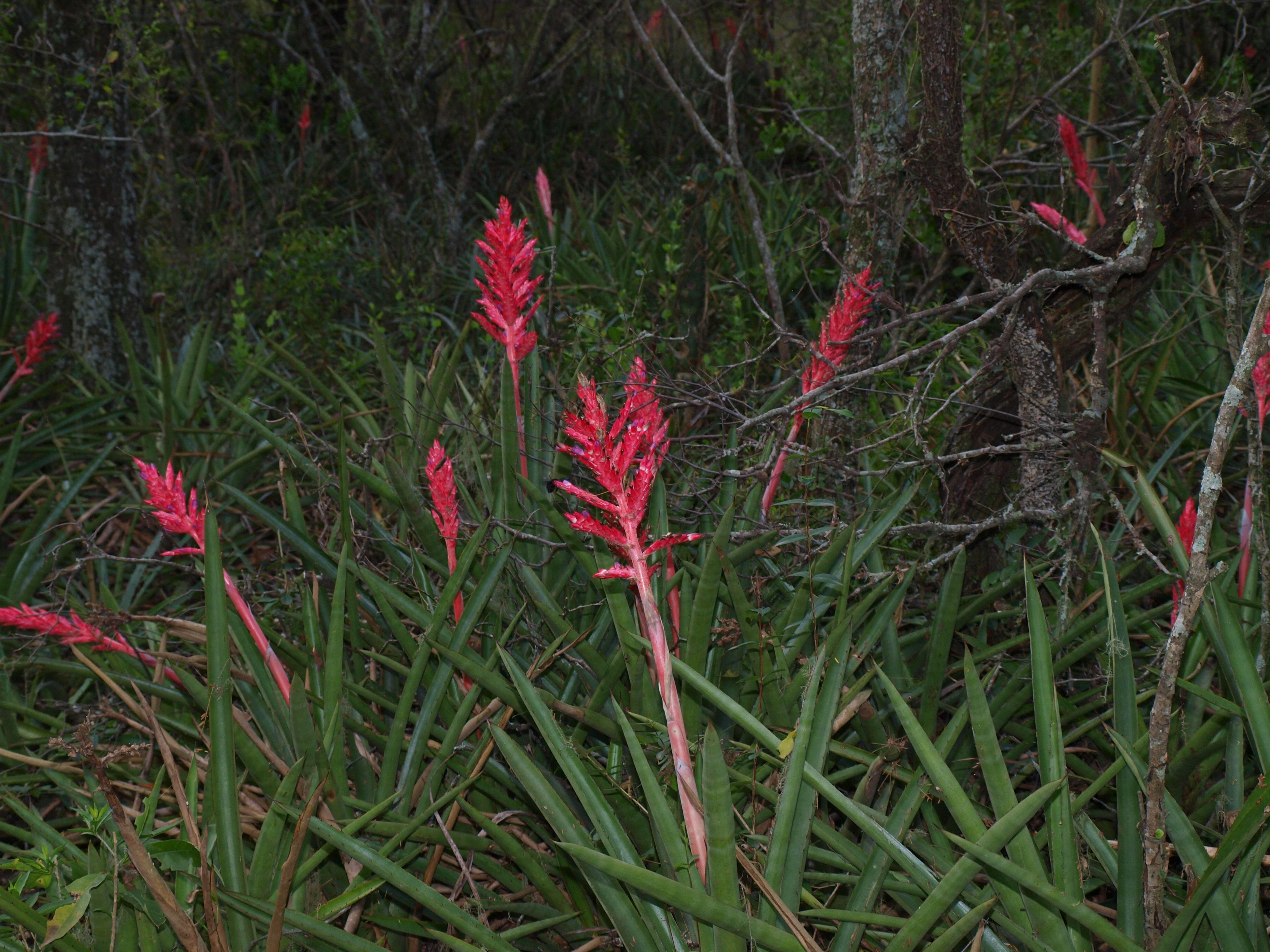